# Кукавка (Могилёв-Подольский район)
Кука́вка (укр. Кукавка) — село на Украине, находится в Могилёв-Подольском районе Винницкой области.
Население по переписи 2001 года составляет 1281 человек. Почтовый индекс — 24011. Телефонный код — 4337. Занимает площадь 2,6 км².
В селе установлен памятник крепостному крестьянину Василию Тропинину, построившему местную церковь.

## Религия
В селе действует Свято-Димитриевский храм Могилёв-Подольского благочиния Могилёв-Подольской епархии Украинской православной церкви.

## Адрес местного совета
24011, Винницкая область, Могилёв-Подольский р-н, с. Кукавка, ул. Ленина, 40